# Darabok a szívemből
A Darabok a szívemből Szulák Andrea második nagylemeze, Máté Péter emlékére készült album.

## A lemez dalai[1]
1. Egy darabot a szívemből (Máté Péter-S. Nagy István) 4:11
2. Volt egy szerelem (José Feliciano-Rick Jarrard-Máté Péter) 3:48
3. Azt súgta a szél (Máté Péter-Halmágyi Sándor) 3:17
4. Most élsz (Máté Péter-S. Nagy István) 4:14
5. Egy darabot a szívemből remix (Máté Péter-S. Nagy István) 4:30
6. Zene nélkül mit érek én (Máté Péter-S. Nagy István) 3:35
7. Éjszakák és nappalok (Máté Péter-Szécsi Pál) 3:42
8. Ott állsz az út végén (Máté Péter-S. Nagy István) 3:16
9. Ez majdnem szerelem volt (Nagy Tibor-Bradányi Iván) 3:30
10. Azért vannak a jóbarátok (Máté Péter-S. Nagy István) 4:30

## Közreműködtek
- Szulák Andrea - ének
- Sipeki Zoltán - gitár
- Kató Zoltán - szaxofon
- Kassai Róbert - hangszerelés és billentyűs hangszerek
- Tőzsér Attila - hangszerelés és billentyűs hangszerek
- Szabó Edit - vokál
- Koszta János - hangszerelés, komputer programok, mix